# Dendromus leucostomus
Dendromus leucostomus là một loài động vật có vú trong họ Nesomyidae, bộ Gặm nhấm. Loài này được Monard mô tả năm 1933.